# Jacob Bordingbrug en Klaas Bordingbrug
De Klaas Bordingbrug (brug 109) en Jacob Bordingbrug (brug 2461) zijn twee vaste bruggen in Amsterdam-Noord, Landelijk Noord. De bruggen liggen op de oostgrens van Rijksbeschermd gezicht Durgerdam.
Er ligt hier al meer dan 150 jaar een brug (gegevens 2017). Op een kaart met de situatie in 1865 van de Gemeente Ransdorp staan de Durgerdammerdijk, Uitdammerdijk en de Durgerdammergouw al aangegeven en dat die laatste ter hoogte van De kinsel over een watertje loopt.
De twee bruggen vormen de verbinding tussen de Durgerdammergouw enerzijds en anderzijds de Durgerdammerdijk (met rijksmonument Durgerdammerdijk 206), die hier overgaat in de Uitdammerdijk. Durgerdam ligt ten zuidwesten van de bruggen, Uitdam ligt kilometers ten noordoosten van de bruggen. Het water waarover de brug voert heet ringsloot Damrak.
De twee bruggen, die nog in 2014 werden onderworpen aan groot onderhoud:
- Brug 109 is een verkeersbrug grotendeels van hout met betonnen overspanning , de laatste versie dateert uit 1966 toen er grootscheepse herstellingen aan de brug moesten worden doorgevoerd, waaronder een aantal heipalen.
- Brug 2461, een fietsbrug, is een voornamelijk uit hout bestaande brug (planken van hout, balustrades van hout) vermoedelijk op stalen liggers, die weer gedragen worden door betonnen jukken die in de oevers staan. Deze brug dateert van later dan 1972.[1]

De bruggen ging jarenlang anoniem door het leven, alleen aangeduid met hun nummers. In 2016/2017 kon de burgerij voorstellen indienen tot naamgeving van die anonieme bruggen. De gemeente keurde in 2017 het voorstel goed de bruggen te vernoemen naar drie vissers uit Durgerdam: vader Klaas Bording en zijn zonen Klaas Bording en Jacob Bording. Zij gingen op 13 januari 1849 uit vissen naar bot op een halfbevroren Zuiderzee. Door de grote vangst haalden bij terugkeer ze niet op tijd de oevers van de Zuiderzee en moesten enige tijd doorbrengen op ijsschotsen. Ze dobberden dagenlang rond en aten hun eigen voorraad rauw op en dronken regenwater. Ze werden op 27 januari 1849 gered door vissers uit Vollenhove (een dorp aan de andere kant van de Zuiderzee). De beide Klazen gaven vlak na hun redding de geest; Jacob leefde door en bleef vissen.

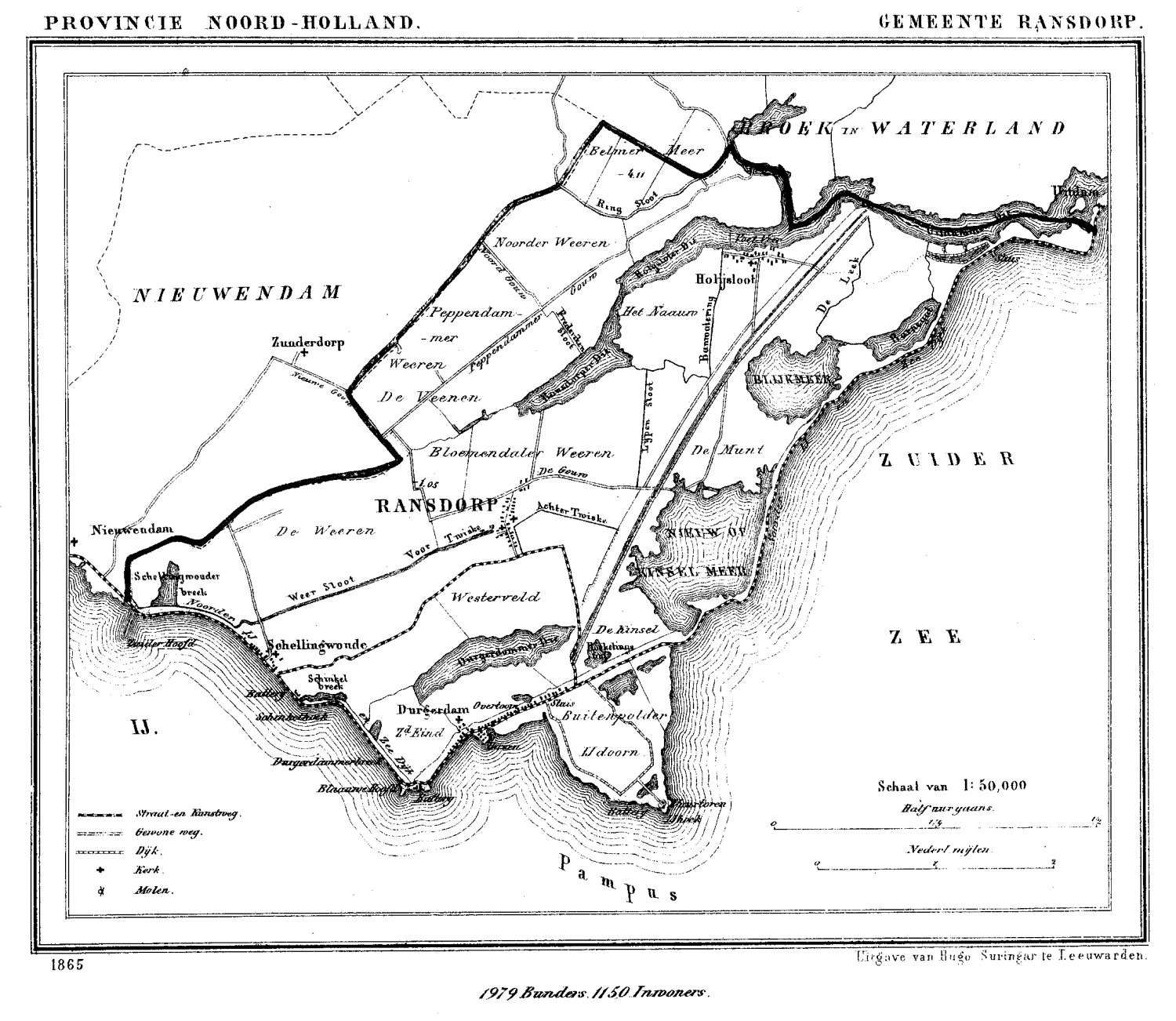
Kaart van gemeente Ransdorp 1865
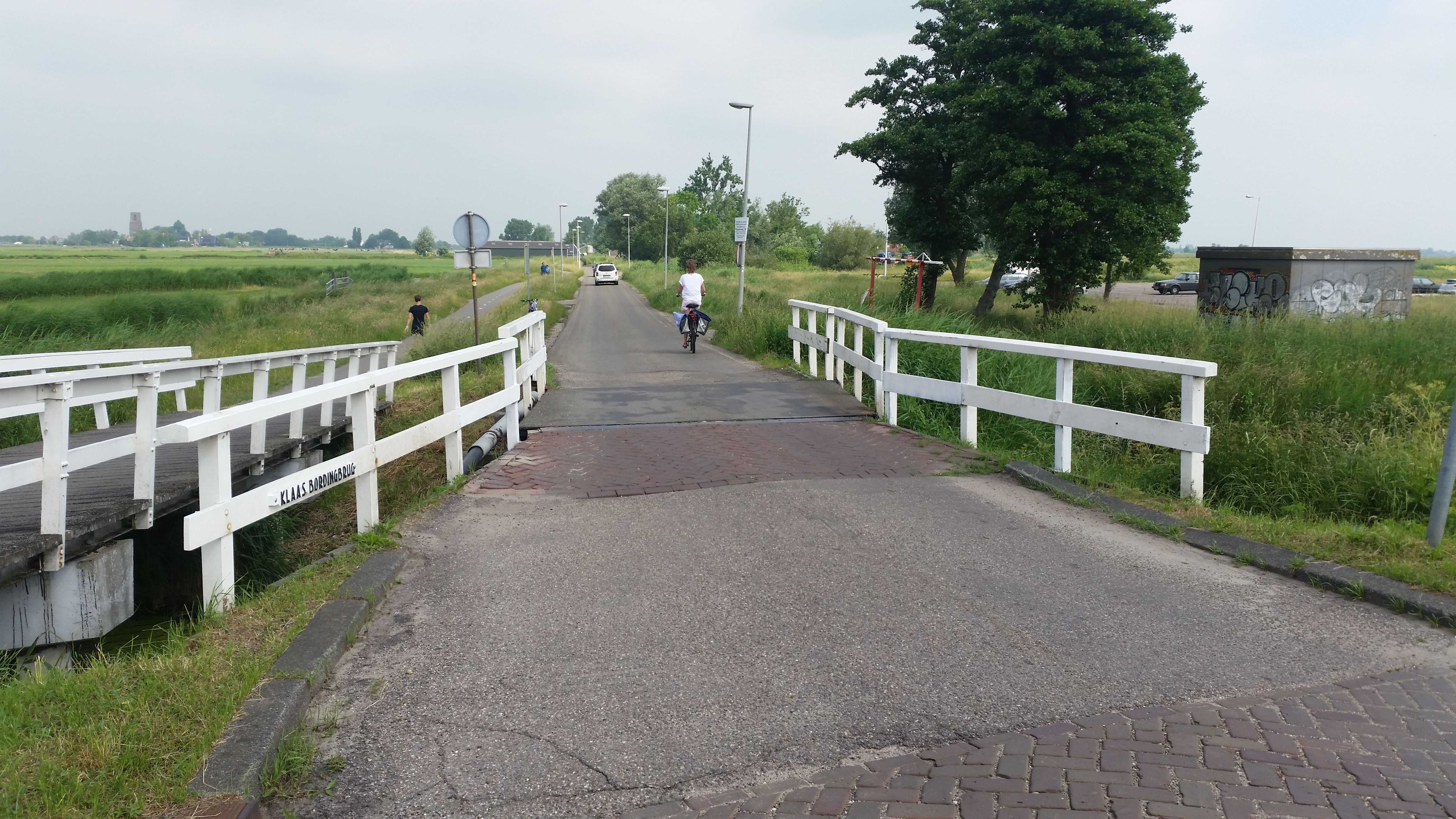
Klaas Bordingbrug (juni 2018)
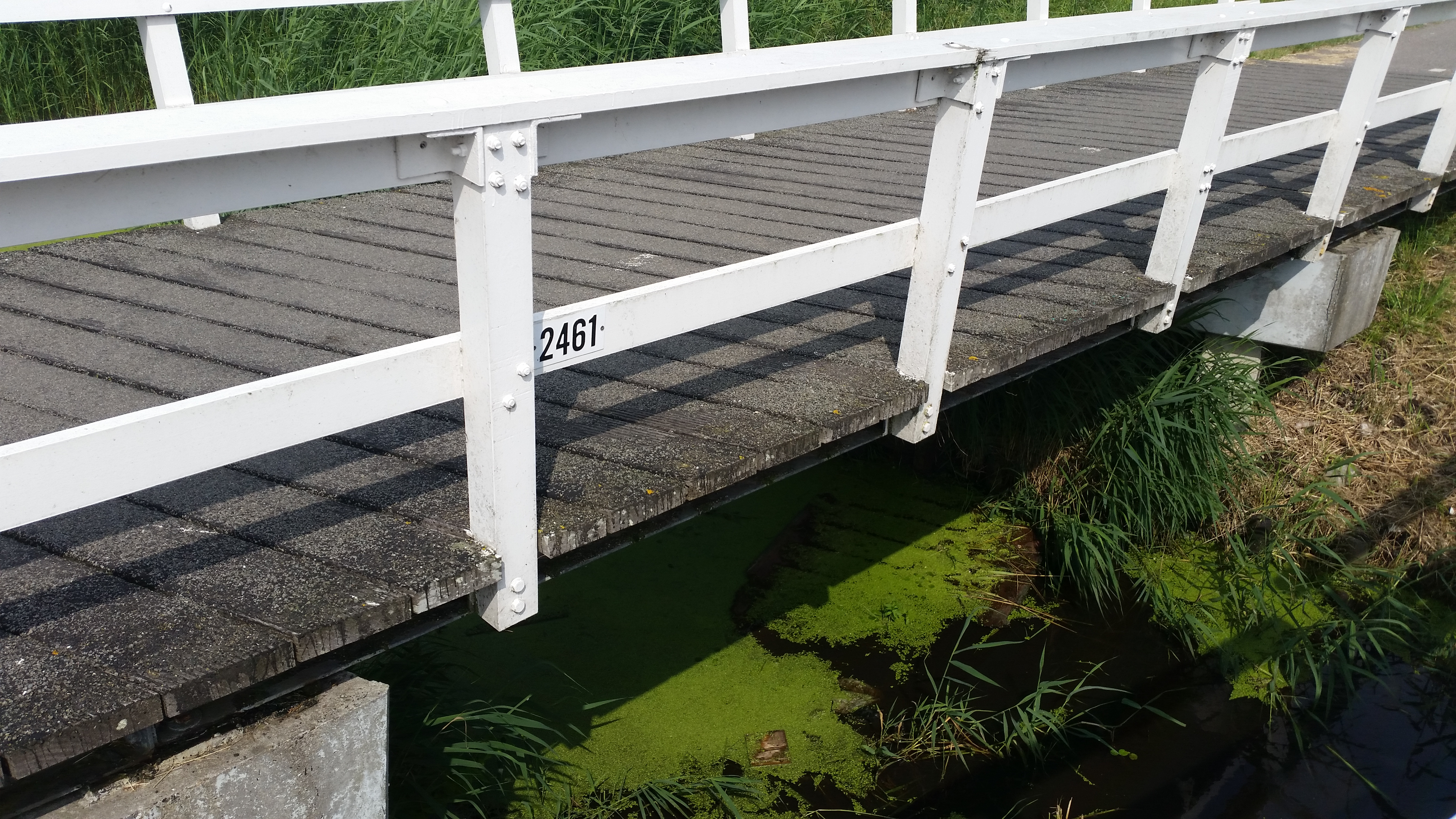
Jacob Bordingbrug (juni 2018)

<<< · 100 · 101 · 102 · 103 ·  105 · 106 · 107 · 108 · 109 ·  110 · 111 · 112 · 113 · 114 · 115 · 116 · 117 · 118 · 119 · 120 · 121 · 122 · 123 · 124 · 125 · 126 · 127 · 128 · 129 · 130 · 131 · 132 · 135 · 136 · 137 · 138 · 139 · 140 · 141 · 142 · 143 · 144 · 145 · 146 · 147 · 148 · 149 ·  150 · 151 · 152 · 155 · 156 · 159 · 160 · 161 · 162 · 163 · 164 · 165 · 166 · 167 · 168 · 169 ·  170 · 171 · 172 · 173 · 174 · 175 · 176 · 177 · 178 · 179 · 180 · 181 · 182 · 183 · 184 · 185 · 186 · 187 · 189 · 190 · 191 · 192 · 193 · 194 · 195 · 196 · 198 · 199 · >>>
Brugnummers 104, 133, 134, 153, 154, 157, 158, 188 en 197 zijn niet (meer) in gebruik.
2400 · 2401 · 2402 · 2403 · 2404 · 2405 · 2406 · 2407 · 2408 · 2409 ·  2410 · 2411 · 2412 · 2413 · 2414 · 2415 · 2421 · 2422 · 2423 · 2424 · 2425 · 2426 · 2427 · 2428 · 2429 · 2430 · 2431 · 2432 · 2433 · 2434 · 2435 · 2436 · 2437 · 2438 · 2439 · 2441 · 2451-2453 · 2454 · 2455 · 2456 · 2457 · 2459 · 2461 · 2462 · 2468 · 2469 · 2470 · 2471 · 2472 · 2473 · 2474 · 2475 · 2476 · 2477 · 2478 · 2480 · 2481 · 2482 · 2483 · 2484 · 2485 · 2486 · 2487 · 2488 · 2489 · 2490 · 2491 · 2492 · 2493 · 2494-2499
Brugnummers 2416, 2417, 2418, 2419, 2420, 2441, 2442, 2443, 2444,  2445, 2446, 2447, 2448, 2449, 2450, 2458, 2460, 2463, 2464, 2465, 2466, 2467, 2479 zijn niet vergeven.